# Falciot de Nyanza
El falciot de Nyanza (Apus niansae) és una espècie d'ocell de la família dels apòdids (Apodidae) que habita en camp obert i ciutats, i cria en penya-segats, coves i edifics del nord i centre d'Etiòpia, Eritrea, nord-oest de Somàlia, i terres altes d'Uganda, Kenya i nord de Tanzània.